# 1154 Astronomia
1154 Astronomia è un asteroide della fascia principale del diametro medio di circa 61,08 km. Scoperto nel 1927, e inizialmente designato 1927 CB, presenta un'orbita caratterizzata da un semiasse maggiore pari a 3,3881321 UA e da un'eccentricità di 0,0741863, inclinata di 4,55900° rispetto all'eclittica.
L'asteroide è dedicato all'omonima disciplina.